# Neoterebra intumescyra
Neoterebra intumescyra é uma espécie de gastrópode do gênero Neoterebra, pertencente a família Terebridae.